# 青山杉作
青山 杉作（あおやま すぎさく、1889年7月22日 - 1956年12月26日）は、日本の俳優、演出家、映画監督である。本名は青山 達美（あおやま たつみ）。

## 来歴・人物
新潟県北蒲原郡紫雲寺村（紫雲寺町を経て、現在の新発田市米子）にある浄土真宗大谷派紫雲寺に、父・宣と母・綱の長男として生まれる。12歳下の弟に青山敏美 がいる。旧制新発田中学校（現在の新潟県立新発田高等学校）を卒業した。
1909年（明治42年）、旧制早稲田大学哲学科に入学した。在学中から演劇活動に参加し、同大学創立記念祭の野外公演で、青山杉作を名乗り初舞台を踏む。しかし、僧籍を拒み演劇活動に熱中しすぎたため、実家から送金を絶たれてしまい、英文科に転じた後大学を中退する。
1914年（大正3年）、新劇女優の内田鞠子（のちの青山万里子）と結婚した。この頃から村田実らの新劇団・とりで社の舞台に立つようになる。
1917年（大正6年）2月17日、村田、関口存男、木村修吉郎、近藤伊与吉らと踏路社を創立した。牛込芸術倶楽部で長与善郎原作の『画家とその弟子』を公演して旗揚げした。1918年（大正7年）4月、イプセン原作の『幽霊』にマンデルス牧師を演じ、好評を博した。また、1920年（大正9年）には友田恭助、水谷八重子らが結成した「わかもの座」でも演出を務めた。
同年、帰山教正の映画製作に村田、近藤らとともに参加し、同年製作（翌年公開）の『生の輝き』と翌年の『深山の乙女』に出演した。1919年（大正8年）に映画芸術協会を名乗り、『いくら強情でも』（1920年）では監督・脚本を務め、主演も果たした。1923年（大正12年）には伊藤大輔の脚本を得て帝国キネマで『山は語らず』 を撮った。
1924年（大正13年）、築地小劇場の創立に参加し、劇場開場後に同人となる。始めは演技部に属し、第2回公演『狼』でチュリエ役等を演じた。同年10月の第12回公演『地平線の彼方へ』から演出部に加わり、『青い鳥』『令嬢ジュリー』（1925年）、『大寺学校』（1928年）等を演出した。その傍ら『役の行者』（1926年）などでは俳優として出演し、演技指導も行った。
1928年（昭和3年）、小劇場創立者の小山内薫が死去し、その影響で劇団が分裂した。土方与志、丸山定夫、山本安英、薄田研二らは脱退して新築地劇団を結成したが、青山は小劇場に残り、他の残留組らと劇団築地小劇場として活動を続けた。しかし、1930年（昭和5年）1月に脱退して、東山千栄子、汐見洋らと劇団新東京を創立（翌年劇団東京に改組）した。同時に松竹少女歌劇団の養成指導を10年間行い、水の江瀧子らを育てただけでなく、元野伊作の筆名で脚本も書き、70作もの作品を演出した。1942年（昭和17年）からは東京放送劇団で5期生までの演技指導を行った。
同年の藤原歌劇団公演グノー『ファウスト』から、オペラの演出も23回にわたり手掛けている。後に長門美保歌劇団に加え、1952年（昭和27年）の二期会旗揚げ公演プッチーニ『ラ・ボエーム』も青山の演出であった。オペラ演出は、療養中で死去前年の1955年（昭和30年）まで続いた。その中で助手に栗山昌良を起用し、のちの演出の第一人者に育てている。
1944年（昭和19年）2月、千田是也、小沢栄太郎、東野英治郎、東山らと俳優座を結成した。第1回作品『検察官』で千田と共同演出・共演し、以来演出・演技の両方に携わった。
1945年12月26日、戦後初の新劇公演（合同公演）では『桜の園』の演出を行った。
1949年（昭和24年）には俳優座養成所所長となり後輩の指導を行った。一方で、映画にも多く出演しており、黒澤明監督の『醜聞』や溝口健二監督の『雨月物語』（1953年）などに脇役で出演した。
1954年（昭和29年）、三島由紀夫作の舞台『若人よ蘇れ』の稽古中に倒れて療養していたが、1956年（昭和31年）12月26日午前5時半、心筋梗塞のため死去した。享年67。12月30日に俳優座劇場で劇団葬が営まれた。墓は青山霊園にある。

## 受賞歴
- 1951年：NHK放送文化賞
- 1951年：毎日演劇賞
- 1955年：紫綬褒章[11]

## 出演映画

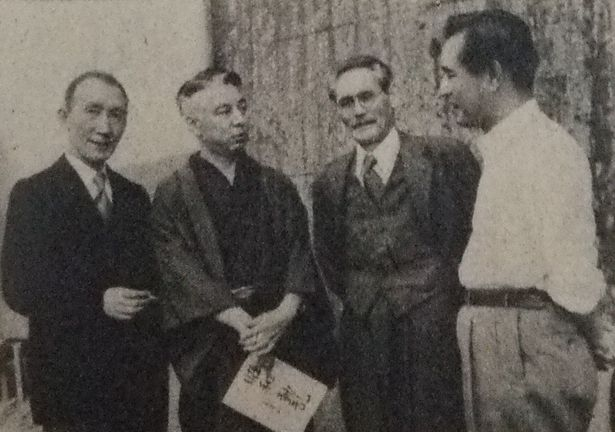
『風雪二十年』（1951年）の撮影風景。左から青山、千田是也、薄田研二、佐分利信。

- 生の輝き（1919年、映画芸術協会） - 照子の父 役
- 深山の乙女（1919年、映画芸術協会） - 万里子の義父 役
- 幻影の女（1920年、映画芸術協会） - 長浜錠吉 役
- 白菊物語（1920年、映画芸術協会） - 結城定信 役
- さらば青春（1920年、映画芸術協会）
- いくら強情でも（1920年、映画芸術協会）　※兼監督・脚本
- 悲劇になる迄（1921年、映画芸術協会） - 辻村 役
- 別れ行く女（運命の船）（1923年、映画芸術協会） - 父 役
- 山語らず（1924年、帝国キネマ）　※監督作
- 阿片戦争（1943年、東宝） - チャールズ・エリオット 役
- 姿三四郎（1943年、東宝） - 飯沼恒民 役
- 秘話ノルマントン号事件 仮面の舞踏（1943年、松竹） - ヘンリー・マクドナルド 役
- 月の出の決闘（1947年、大映） - 大原幽学 役
- 女優須磨子の恋（1947年、松竹） - 土肥春曙 役
- 偉大なるX（1948年、松竹） - 神経病の博士 役
- お嬢さん乾杯（1949年、松竹） - 祖父 役
- 斬られの仙太（1949年、東宝） - 甚伍佐 役
- 深夜の告白（1949年、新東宝）
- 真昼の円舞曲（1949年、松竹） - 雨宮浩二郎 役
- 醜聞（1950年、松竹） - 片岡博士 役
- 長崎の鐘（1950年、松竹） - 鈴木神父 役
- われ幻の魚見たり（1950年、大映） - 治郎左衛門 役
- レ・ミゼラブル あゝ無情 第一部・第二部（1950年、東横） - 神保 役
- 七色の花（1950年、東横） - 父・由信 役
- 三つの結婚（1950年、松竹） - 寿美子の父 役
- 我が家は楽し（1951年、松竹） - 大宮画伯 役
- 風雲児（1951年、東映） - 青木院長 役
- 悲歌（1951年、映画芸術協会・東宝） - 亘理信直 役
- 風雪二十年（1951年、東映） - 神森博士 役
- 戦国無頼（1952年、東宝） - 浅井の老将 役
- 上海の女（1952年、東宝） - 李克明 役
- 慟哭（1952年、新東宝）
- 銭形平次捕物控 からくり屋敷（1953年、大映） - 阿部対馬守 役
- 妖精は花の匂いがする（1953年、大映） - 生田教授 役
- 韋駄天記者（1953年、東映） - 尾本博士 役
- 雨月物語（1953年、大映） - 老僧 役
- 青色革命（1953年、東宝） - 正岡総長 役
- 早稲田大学（1953年、東映） - 客渡辺 役
- 思春の泉　1953年　出演　※新東宝・俳優座
- 第二の接吻（1954年、滝村プロ） - 川辺宗太郎 役
- 愛染かつら（1954年、大映） - 津村保樹 役
- 春琴物語（1954年、大映） - 春松検校 役
- 勲章（1954年、俳優座）
- 黒い潮（1954年、日活） - 水谷主幹 役
- 伊達騒動 母御殿（1954年、大映） - 伊達安芸 役

## 註
注釈
1. ↑  青山敏美（1901年 - 1990年）は、東宝東和の元宣伝部長で、川喜多記念映画文化財団の職員でもあった。1986年（昭和61年）に山路ふみ子映画賞功労賞を受賞
2. ↑  主演は友田恭助で、山本嘉次郎が助監督を務めた
3. ↑  開設時の同人は、土方与志、小山内薫、友田恭助、和田精、浅利鶴雄、汐見洋

出典
1. ↑  上田正昭、津田秀夫、永原慶二、藤井松一、藤原彰、『コンサイス日本人名辞典 第5版』、株式会社三省堂、2009年　8頁。
2. ↑  KINENOTE「青山杉作」の項
3. 1 2 3 4 5  『日本映画俳優全集・男優篇』pp.6-12
4. 1 2 3  佐藤忠男著『日本の映画人 日本映画の創造者たち』p.5
5. ↑  青山万里子、『講談社 日本人名大辞典』、講談社、コトバンク、2010年1月6日閲覧。
6. ↑  浅野時一郎著『私の築地小劇場』p.64
7. ↑  齋藤陽一「日本におけるスタニスラフスキー・システム1（プロジェクト特集号 :<声>とテクスト論)」『人文科学研究』第134巻、新潟大学人文学部、2014年3月、Y23-Y39、hdl:10191/26734、ISSN 04477332、CRID 1050282814217684096。
8. ↑  “[=Find_PerformanceInformation 青山杉作]”.   昭和音楽大学オペラ情報センター. 2020年3月24日閲覧。
9. ↑  戦後初の新劇「桜の園」を公演（昭和20年12月26日毎日新聞）『昭和ニュース辞典第8巻 昭和17年/昭和20年』p8 毎日コミュニケーションズ刊 1994年
10. 1 2  『俳優座史,1984-1993』p.145
11. ↑  “劇団俳優座の創設者 青山杉作と俳優座”.   インターネットミュージアム. 2020年7月22日閲覧。